# Selección de baloncesto de Canadá
La selección de baloncesto de Canadá es el equipo formado por jugadores de nacionalidad canadiense que representa a Canada Basketball en las competiciones internacionales organizadas por la Federación Internacional de Baloncesto (FIBA) o el Comité Olímpico Internacional (COI): los Juegos Olímpicos, la Copa Mundial de Baloncesto y el Campeonato FIBA Américas.
En nueve apariciones olímpicas, Canadá ganó una medalla de plata en los Juegos Olímpicos de Berlín 1936. El equipo terminó cuarto en 1976 y 1984. Canadá ha ganado seis medallas en la FIBA AmeriCup: dos medallas de plata en 1980 y 1999, así como cuatro medallas de bronce en 1984, 1988, 2001 y 2015. En las últimas décadas, el equipo también ganó sus primeras medallas en los Juegos Panamericanos, una medalla de plata en 2015, y en la Copa Mundial FIBA, una medalla de bronce en 2023.
La selección absoluta canadiense ganó su única medalla de oro en un torneo de nivel universitario, la Universiada de 1983, que el país organizó en Edmonton, Alberta.

## Historia

### Primeros años
Como país al que se atribuye el mérito de haber creado el inventor del juego, el equipo nacional de Canadá ha sido a menudo un competidor importante en el escenario mundial.
Durante los años 70 y 80, el equipo de Canadá se ubicó constantemente entre los mejores equipos del mundo. La aparición de Steve Nash dio otro impulso al equipo en la década de 1990. Sin embargo, las grandes actuaciones se hicieron más escasas cuando se retiró.

### 2009-2016
Canadá inició el nuevo ciclo ingresando al Campeonato FIBA Américas 2009. Canadá avanzó a los cuartos de final después de registrar un récord de 2-2 en la ronda preliminar. Una derrota de Uruguay ante Argentina en el último día del grupo significó que el ganador del partido Canadá-República Dominicana avanzaría a las semifinales. Canadá los derrotaría 76–80. En las semifinales, Canadá perdería ante Brasil, primer cabeza de serie, 73–65. Al terminar entre los cuatro primeros, esto garantizó al equipo un lugar en el Campeonato Mundial FIBA 2010 celebrado en Turquía. Desafortunadamente, Canadá terminó último (6.º) del Grupo D y ocupó el puesto 22 de la Copa Mundial FIBA.
Los críticos culparon a la ausencia de Nash, Samuel Dalembert, Jamaal Magloire y Matt Bonner por la decepcionante actuación de Canadá en el Campeonato Mundial FIBA 2010. Las ambiciones de reunir a los jugadores de baloncesto más destacados de Canadá para el equipo de 2010 fracasaron cuando Nash se retiró del equipo nacional en 2007, Bonner no obtuvo su ciudadanía a tiempo, Dalembert fue excluido del equipo después de problemas con el exentrenador Rautins y Magloire simplemente optó por no jugar.
Con un lugar en los Juegos Olímpicos en juego, Canadá ingresó al Campeonato FIBA Américas 2011 con la aspiración de llegar al torneo trimestral por primera vez desde 2000. Canadá finalmente se retiraría en la segunda ronda del juego de grupo y se perdería tanto un boleto directo a Londres como al Torneo Preolímpico FIBA 2012.
El 9 de mayo de 2012, Steve Nash fue nombrado director general de la selección nacional de Canadá.
Después de una actuación decepcionante en el Campeonato FIBA Américas 2013, el equipo de Canadá no encontraría el éxito hasta el Campeonato FIBA Américas 2015. En el torneo, Canadá avanzó a las semifinales, donde fue derrotado por Venezuela en un emocionante partido por 78-79. En el partido por el tercer puesto, derrotarían a México 87–86 para reclamar la medalla de bronce.
Con su tercer lugar en el Campeonato FIBA Américas, Canadá se clasificó para el Torneo Preolímpico FIBA 2016 de Manila. Al necesitar terminar primero para clasificarse para los Juegos Olímpicos de Río de Janeiro, Canadá avanzaría hasta la final para enfrentarse a Francia. Frente a una corona de 13.000, en el Mall of Asia Arena, Canadá caería 74-83 y se perdería otros Juegos Olímpicos.

### 2017-2020
Después de no poder clasificarse para los Juegos Olímpicos, Canadá participó en la FIBA AmeriCup 2017 en Sudamérica. El equipo estaba compuesto principalmente por jugadores que no pertenecían a la NBA y terminó el juego grupal con un récord de 1-2. El mal desempeño los llevó a terminar en el octavo lugar.
Los canadienses hicieron su debut en los Juegos de la Commonwealth de 2018 en Gold Coast, ganando una medalla de plata.
Con la Copa Mundial FIBA 2019 acercándose, Rowan Barrett contrató al entrenador en jefe de los Toronto Raptors, Nick Nurse, para entrenar a Canadá durante la Copa del Mundo y posiblemente los Juegos Olímpicos de Tokio 2020.
El equipo se retiró de sus partidos de clasificación para la FIBA AmeriCup contra Cuba el 29 de noviembre de 2020 y contra las Islas Vírgenes de los Estados Unidos el 30 de noviembre de 2020, por consejo de expertos médicos debido a los riesgos que plantea la actual pandemia de COVID-19. Como consecuencia, el 20 de enero de 2021, la Federación Internacional de Baloncesto le quitó al equipo un punto en la clasificación, además de una multa de 160.000 francos suizos impuesta a Canada Basketball.
En la 18.ª edición de la Copa Mundial de Baloncesto FIBA, Canadá quedó encuadrada en el Grupo H, con Australia, Lituania y Senegal. Canadá terminó en el puesto 21, su segundo peor resultado en el torneo internacional masculino.
Canadá tuvo un último cambio para clasificarse para los Juegos Olímpicos de Tokio, participando en el Torneo Preolímpico FIBA 2020 de Victoria. Canadá comenzó la ronda preliminar y terminó con un récord de 2-0, avanzando a las semifinales donde se enfrentaría a la República Checa. En un partido muy reñido, Canadá finalmente caería 101-103 en tiempo extra, perdiéndose los Juegos Olímpicos por quinto torneo consecutivo.

### 2021-presente
Después de numerosos reveses en los torneos, Canada Basketball introdujo el concepto del 'Summer Core' que consta de 14 jugadores que estaban dispuestos a comprometerse a representar a Canadá durante tres veranos consecutivos. Esto incluyó la Copa Mundial FIBA 2023 y la participación en los Juegos Olímpicos de París 2024, donde los hombres canadienses estarán haciendo su primera aparición desde que Nash los llevó a Sídney en 2000.
En 2022, los canadienses participaron en la 19.ª edición de la FIBA AmeriCup. Terminaron el juego de grupo en segundo lugar con un récord de 2-1. En cuartos de final, Canadá derrotó a México 77–82. En semifinales, fueron derrotados por Brasil 86–76. Finalizaron el torneo terminando en cuarto lugar, después de una estrecha derrota por 84-80 ante Estados Unidos, en el juego por el tercer lugar. Dalano Banton, uno de los destacados del torneo, fue incluido en el equipo de todo el torneo. 
El 27 de junio de 2023, el entrenador asistente de los Sacramento Kings, Jordi Fernández, fue contratado para reemplazar a Nick Nurse como entrenador en jefe del equipo de Canadá.
Antes de la Copa Mundial FIBA 2023, Canada Basketball anunció una serie de exhibición de cinco juegos en los que jugarían partidos en Alemania y España, contra algunas de las mejores naciones del mundo. Canadá terminó la gira de exhibición con un récord de 3-2, que incluyó victorias sobre Alemania y España, ambos mejor clasificados.
Canadá llevó su forma a la fase de grupos de la Copa del Mundo, derrotando a Francia 95–65 en el partido inaugural. Canadá terminó la primera fase de grupos con un récord de 3-0 y una diferencia de +111 puntos, luego de grandes victorias sobre Líbano y Letonia. Sin embargo, el equipo sufrió su primera derrota del torneo ante Brasil en el primer partido de la segunda etapa. La derrota significó que su próximo partido contra España, número uno del mundo, era un juego que Canadá tenía que ganar si esperaban obtener un lugar automático en los Juegos Olímpicos de 2024. Shai Gilgeous-Alexander lideró una remontada en el último cuarto desde 12 puntos abajo, cuando Canadá superó a los campeones mundiales defensores en una victoria 88–85. La victoria aseguró un lugar en los cuartos de final y la primera plaza olímpica de Canadá desde 2000. Canadá luego derrotó a Eslovenia en los cuartos de final por un marcador de 100-89, alcanzando las semifinales de la Copa del Mundo por primera vez. Después de una derrota ante Serbia en la semifinal, Canadá derrotó a Estados Unidos en el juego por la medalla de bronce, que fue a tiempo extra y concluyó 127-118. Dillon Brooks registró 39 puntos, la mejor marca del equipo en el juego, lo que aseguró la primera medalla de campeonato mundial desde 1936 para la selección nacional masculina de Canadá. Gilgeous-Alexander fue incluido en el All-Star de la Copa Mundial de Baloncesto FIBA 2023 con promedios de 24,5 puntos, 6,4 rebotes, 6,4 asistencias y 1,6 robos por partido.

## Plantilla
- Lista de jugadores convocados que disputaron la Copa Mundial de Baloncesto de 2023.[20]

| Canadá | Canadá                   | Canadá | Canadá | Canadá | Canadá                 |  |  |
| Num    | Jugador                  | Pos    | Altura | Edad   | Equipo                 |  |  |
| ------ | ------------------------ | ------ | ------ | ------ | ---------------------- |  |  |
| 0      | Luguentz Dort            | B      | 1,94 m | 24     | Oklahoma City Thunder  |  |  |
| 1      | Nickeil Alexander-Walker | E      | 1,96 m | 24     | Minnesota Timberwolves |  |  |
| 2      | Shai Gilgeous-Alexander  | B      | 1,98 m | 25     | Oklahoma City Thunder  |  |  |
| 3      | Melvin Ejim              | A      | 2,01 m | 32     | Unicaja Baloncesto     |  |  |
| 7      | Dwight Powell            | AP     | 2,12 m | 32     | Dallas Mavericks       |  |  |
| 9      | R.J. Barrett             | A      | 1,95 m | 23     | Toronto Raptors        |  |  |
| 11     | Kyle Alexander           | A      | 2,07 m | 26     | Hapoel Tel Aviv        |  |  |
| 13     | Kelly Olynyk             | A      | 2,11 m | 32     | Utah Jazz              |  |  |
| 15     | Zach Edey                | P      | 2,24 m | 21     | Memphis Grizzlies      |  |  |
| 23     |                          | E      | 1,91 m | 30     | Bahçeşehir             |  |  |
| 24     | Dillon Brooks            | A      | 1,98 m | 27     | Houston Rockets        |  |  |
| 25     |                          | B      | 1,88 m | 27     | Casademont Zaragoza    |  |  |
|        |                          |        |        |        |                        |  |  |

## Partidos

### Próximos encuentros
| Fecha                   | Ciudad            | Competición                               | Local                |                                    | Resultado |                                    | Visitante            |
| ----------------------- | ----------------- | ----------------------------------------- | -------------------- | ---------------------------------- | --------- | ---------------------------------- | -------------------- |
| 23 de febrero de 2024   | St. Catharines    | Clasificatorio a la FIBA AmeriCup de 2025 | Canadá               | Bandera de Canadá                  | 95:65     | Bandera de Nicaragua               | Nicaragua            |
| 26 de febrero de 2024   | Managua           | Clasificatorio a la FIBA AmeriCup de 2025 | Nicaragua            | Bandera de Nicaragua               | 46:88     | Bandera de Canadá                  | Canadá               |
| 27 de julio de 2024     | Villeneuve-d'Ascq | Juegos Olímpicos de París 2024            | Grecia               | Bandera de Grecia                  | 79:86     | Bandera de Canadá                  | Canadá               |
| 30 de julio de 2024     | Villeneuve-d'Ascq | Juegos Olímpicos de París 2024            | Canadá               | Bandera de Canadá                  | 93:83     | Bandera de Australia               | Australia            |
| 2 de agosto de 2024     | Villeneuve-d'Ascq | Juegos Olímpicos de París 2024            | Canadá               | Bandera de Canadá                  | 88:85     | Bandera de España                  | España               |
| 6 de agosto de 2024     | París             | Juegos Olímpicos de París 2024            | Francia              | Bandera de Francia                 | 82:73     | Bandera de Canadá                  | Canadá               |
| 21 de noviembre de 2024 | Saskatoon         | Clasificatorio a la FIBA AmeriCup de 2025 | Canadá               | Bandera de Canadá                  | 88:71     | Bandera de la República Dominicana | República Dominicana |
| 24 de noviembre de 2024 | Saskatoon         | Clasificatorio a la FIBA AmeriCup de 2025 | Canadá               | Bandera de Canadá                  | 83:73     | Bandera de México                  | México               |
| 21 de febrero de 2024   | Santo Domingo     | Clasificatorio a la FIBA AmeriCup de 2025 | República Dominicana | Bandera de la República Dominicana | 74:65     | Bandera de Canadá                  | Canadá               |
| 24 de febrero de 2024   | San Luis Potosí   | Clasificatorio a la FIBA AmeriCup de 2025 | México               | Bandera de México                  | 98:94     | Bandera de Canadá                  | Canadá               |

## Entrenadores
| - Gordon Fuller: 1936 - Bob Osborne: 1948 - Paul Thomas: 1952 - Jim Bulloch: 1954 - Lance Hudson: 1956 - Fred Collen: 1959 - Bob Hamilton: 1963 |  | - Ruby Richman: 1964 - Peter Mullins: 1970 - Jack Donohue: 1972–1988 - Ken Shields: 1989–1994 - Steve Konchalski: 1995–1998 - Jay Triano: 1999–2004 |  | - Leo Rautins: 2005–2011 - Jay Triano: 2012–2019 - Roy Rana: 2017–2019 - Gordon Herbert: 2018 - Nick Nurse: 2019–2023 - Jordi Fernández: 2023–presente |

## Plantillas anteriores
- Juegos Olímpicos 1936: finalizó 2°  de 21 equipos.

Gordon Aitchison, Ian Allison, Art Chapman, Chuck Chapman, Edward Dawson, Irving Meretsky, Doug Peden, James Stewart, Malcolm Wiseman. Entrenador: Gordon Fuller
- Juegos Olímpicos 1948: finalizó 9° de 23 equipos.

Ole Bakken, Bill Bell, David Bloomfield, Dave Campbell, Harry Kermode, Bennie Lands, Pat McGeer, Reid Mitchell, Mort Morein, Nev Munro, Bob Scarr, Cy Strulovitch, Sol Tolchinsky, Murray Waxman. Entrenador: Bob Osborne
- Juegos Olímpicos 1952: finalizó 9° de 23 equipos.

Ralph Campbell, William Coulthard, James Curren, Charles Dalton, William Pataky, Glenn Pettinger, Robert Phibbs, Bernard Pickel, Carl Ridd, Robert Simpson, Harry Wade, George Wearring, Roy Williams. Entrenador: Paul Thomas
- Campeonato Mundial 1954: finalizó 7° de 12 equipos.

Roy Burkett, Ken Callis, George Delkers, Doug Gresham, Herb Olafson, Wally Parobec, Carl Ridd, Andy Spack, Mike Spack, Ralph Watts. Entrenador: Jim Bulloch
- Juegos Olímpicos 1956: finalizó 9° de 15 equipos.

Ronald Bissett, Doug Brinham, Mel Brown, Bob Burtwell, Edward Lucht, Don Macintosh, John McLeod, Coulter Osborne, Bernard Pickel, Ron Stuart, George Stulac, Ed Wild. Entrenador: Lance Hudson
- Campeonato Mundial 1959: finalizó 12° de 13 equipos.

Doug Brinham, Al Brown, Bob Burtwell, Ed Lucht, Ed Malecki, John McLeod, Peter Mullins, Lance Stephens, Logan Tait, Brian Upson, Ed Wild. Entrenador: Fred Collen
- Campeonato Mundial 1963: finalizó 11° de 13 equipos.

Harry Blacker, Neil Dirom, Gordon Fester, Ken Galanchuk, Bob Inglis, Ken Larsen, Jack Lilja, Bill McDonald, Lance Stephens, Logan Tait, Dave Way, Al West. Entrenador: Bob Hamilton
- Juegos Olímpicos 1964: finalizó 14° de 16 equipos.

Walter Birtles, John Dacyshyn, Rolly Goldring, Keith Hartley, Barry Howson, Fred Ingaldson, James Maguire, John McKibbon, Warren Reynolds, Ruby Richman, George Stulac, Joe Stulac. Entrenador: Ruby Richman
- Campeonato Mundial 1970: finalizó 10° de 13 equipos.

John Barton, Alex Braiden, John Cassidy, Rod Cox, Bruce Dempster, Barry Howson, Terry MacKay, Bob Molinski, Dave Murphy, Bill Robinson, Derek Sankey, Ron Thorsen. Entrenador: Peter Mullins
- Torneo Preolímpico 1972: finalizó 6° de 12 equipos.

John Cassidy, Tom Kieswetter, Terry MacKay, Jamie Russell, Derek Sankey, Gary Smith, Ron Thorsen, Phil Tollestrup, Tim Tollestrup, Bob Town, Ted Stoesz, Ross Wedlake. Entrenador: Jack Donohue
- Campeonato Mundial 1974: finalizó 8° de 14 equipos.

Alex Devlin, Lars Hansen, Ken McKenzie, Michael Moser, Romel Raffin, George Rautins, Martin Riley, Jamie Russell, Bob Sharpe, Robert Stewart, Phil Tollestrup. Entrenador: Jack Donohue
- Juegos Olímpicos 1976: finalizó 4° de 12 equipos.

John Cassidy, Alex Devlin, Cameron Hall, Lars Hansen, Romel Raffin, Martin Riley, Bill Robinson, Jamie Russell, Derek Sankey, Bob Sharpe, Phil Tollestrup, Bob Town. Entrenador: Jack Donohue
- Campeonato Mundial 1978: finalizó 6° de 14 equipos.

Steve Atkin, Tom Bishop, John Cassidy, Tom Kappos, Howard Kelsey, Ross Quakenbush, Leo Rautins, Martin Riley, Jamie Russell, Peter Ryan, Jay Triano, Jim Zoet. Entrenador: Jack Donohue
- Torneo de las Américas 1980: finalizó 2°  de 7 equipos.

Tom Bishop, Reni Dolcetti, Varouj Gurunlian, Howard Kelsey, Perry Mirkovich, Ross Quackenbush, Romel Raffin, Leo Rautins, Martin Riley, Doc Ryan, Jay Triano, Jim Zoet. Entrenador: Jack Donohue
- Campeonato Mundial 1982: finalizó 6° de 12 equipos.

Ron Crevier, Stewart Granger, Gerald Kazanowski, Howard Kelsey, Ken Larson, Dan Meagher, Eli Pasquale, Leo Rautins, Tony Simms, Jay Triano, Bill Wennington, Greg Wiltjer. Entrenador: Jack Donohue
- Universiadas de Verano 1983: finalizó 1°  de 16 equipos.

Kelly Dukeshire, John Hatch, Gord Herbert, Gerald Kazanowski, Howard Kelsey, Dan Meagher, Eli Pasquale, Tony Simms, Karl Tilleman, Jay Triano, Bill Wennington, Greg Wiltjer. Entrenador: Jack Donohue
- Torneo de las Américas 1984: finalizó 3°  de 9 equipos.

John Hatch, Gord Herbert, Gerald Kazanowski, Howard Kelsey, Dan Meagher, Eli Pasquale, Romel Raffin, Tony Simms, Karl Tilleman, Jay Triano, Bill Wennington, Greg Wiltjer. Entrenador: Jack Donohue
- Juegos Olímpicos 1984: finalizó 4° de 12 equipos.

John Hatch, Gord Herbert, Gerald Kazanowski, Howard Kelsey, Dan Meagher, Eli Pasquale, Romel Raffin, Tony Simms, Karl Tilleman, Jay Triano, Bill Wennington, Greg Wiltjer. Entrenador: Jack Donohue
- Campeonato Mundial 1986: finalizó 8° de 24 equipos.

Gerry Besselink, John Hatch, Gord Herbert, Gerald Kazanowski, Howard Kelsey, Barry Mungar, Dan Meagher, Eli Pasquale, Tony Simms, Jay Triano, David Turcotte, Greg Wiltjer. Entrenador: Jack Donohue
- Torneo de las Américas 1988: finalizó 3°  de 7 equipos.

Barry Bekkedam, Norm Clarke, John Hatch, Alan Kristmanson, Barry Mungar, Eli Pasquale, Romel Raffin, Karl Tilleman, Jay Triano, David Turcotte, Wayne Yearwood, Dwight Walton. Entrenador: Jack Donohue
- Juegos Olímpicos 1988: finalizó 6° de 12 equipos.

Norm Clarke, John Hatch, Gerald Kazanowski, Alan Kristmanson, Barry Mungar, Eli Pasquale, Romel Raffin, Karl Tilleman, Jay Triano, David Turcotte, Wayne Yearwood, Dwight Walton. Entrenador: Jack Donohue
- Campeonato FIBA Américas 1989: finalizó 5° de 10 equipos.

Cord Clemons, Stewart Granger, John Karpis, Gerald Kazanowski, Alan Kristmanson, Spencer McKay, Phil Ohl, Eli Pasquale, Rob Samuels, Tony Simms, Leo Rautins, David Turcotte. Entrenador: Ken Shields
- Campeonato Mundial 1990: finalizó 11° de 16 equipos.

Rick Fox, Stewart Granger, J.D. Jackson, Gerald Kazanowski, Martin Keane, Dan Meagher, Phil Ohl, Eli Pasquale, Tony Simms, Andrew Steinfeld, Dwight Walton, Jim Zoet. Entrenador: Ken Shields
- Campeonato FIBA Américas 1992: finalizó 5° de 10 equipos.

J.D. Jackson, Martin Keane, Gerald Kazanowski, Al Kristmanson, Ronn McMahon, Phil Ohl, Leo Rautins, Mike Smrek, Jay Triano, David Turcotte, Bill Wennington, Trevor Williams, Greg Wiltjer. Entrenador: Ken Shields
- Campeonato FIBA Américas 1993: finalizó 7° de 10 equipos.

Rowan Barrett, Jeff Foreman, Kory Hallas, Cordell Llewellyn, Ronn McMahon, Steve Nash, William Njoku, David Turcotte, Sean Van Koughnett, Joey Vickery, Dwight Walton, Rob Wilson. Entrenador: Ken Shields
- Campeonato Mundial 1994: finalizó 7° de 16 equipos.

Rick Fox, Kory Hallas, J.D. Jackson, Martin Keane, Spencer McKay, Ronn McMahon, Steve Nash, William Njoku, Mike Smrek, Joey Vickery, Dwight Walton, Greg Wiltjer. Entrenador: Ken Shields
- Campeonato FIBA Américas 1995: finalizó 4° de 10 equipos.

Bobby Allen, Phil Dixon, Kory Hallas, Sherman Hamilton, Martin Keane, Michael Meeks, Steve Nash, William Njoku, Joey Vickery, Dwight Walton, Greg Wiltjer, Wayne Yearwood. Entrenador: Steve Konchalski
- Campeonato FIBA Américas 1997: finalizó 5° de 10 equipos.

Rowan Barrett, Pascal Fleury, Sherman Hamilton, Martin Keane, Michael Meeks, Steve Nash, William Njoku, Eli Pasquale, Peter Van Elswyk, Joey Vickery, Rob Wilson, Wayne Yearwood. Entrenador: Steve Konchalski
- Campeonato Mundial 1998: finalizó 12° de 16 equipos.

Rowan Barrett, David Daniels, Greg Francis, Peter Guarasci, Kory Hallas, Sherman Hamilton, Martin Keane, Todd MacCulloch, Michael Meeks, Greg Newton, William Njoku, Joey Vickery. Entrenador: Steve Konchalski
- Campeonato FIBA Américas 1999: finalizó 2°  de 10 equipos.

Richard Anderson, Rowan Barrett, Peter Guarasci, Sherman Hamilton, Andrew Mavis, Todd MacCulloch, Jordie McTavish, Michael Meeks, Steve Nash, Greg Newton, Shawn Swords, Keith Vassell. Entrenador: Jay Triano
- Juegos Olímpicos 2000: finalizó 7° de 12 equipos.

Rowan Barrett, David Daniels, Greg Francis, Peter Guarasci, Sherman Hamilton, Eric Hinrichsen, Todd MacCulloch, Andrew Mavis, Michael Meeks, Steve Nash, Greg Newton, Shawn Swords. Entrenador: Jay Triano
- Campeonato FIBA Américas 2001: finalizó 3°  de 10 equipos.

David Daniels, Peter Guarasci, Sherman Hamilton, Kevin Jobity, Prosper Karangwa, Andrew Kwiatkowski, Todd MacCulloch, Michael Meeks, Steve Nash, Jerome Robinson, Shawn Swords, Dean Walker. Entrenador: Jay Triano
- Campeonato Mundial 2002: finalizó 13° de 16 equipos.

Richard Anderson, Rowan Barrett, Titus Channer, Sherman Hamilton, Kevin Jobity, Prosper Karangwa, Michael Meeks, Greg Meldrum, Steve Ross, Shawn Swords, Dave Thomas, Novell Thomas. Entrenador: Jay Triano
- Campeonato FIBA Américas 2003: finalizó 4° de 10 equipos.

Rowan Barrett, Denham Brown, Greg Francis, Peter Guarasci, Prosper Karangwa, Mike King, Andrew Kwiatkowski, Steve Nash, Greg Newton, Novell Thomas, Jesse Young. Entrenador: Jay Triano
- Campeonato FIBA Américas 2005: finalizó 9° de 10 equipos.

Jermaine Anderson, Richard Anderson, Denham Brown, Jermaine Bucknor, Nathan Doornekamp, Carl English, James Gillingham, Kevin Jobity, Levon Kendall, Vidal Massiah, Juan Mendez, Randall Nohr. Entrenador: Leo Rautins
- Campeonato FIBA Américas 2007: finalizó 5° de 10 equipos.

Jermaine Anderson, Ryan Bell, Denham Brown, Samuel Dalembert, Carl English, Olu Famutimi, Levon Kendall, Vladimir Kuljanin, Juan Mendez, Andy Rautins, David Thomas, Jesse Young. Entrenador: Leo Rautins
- Torneo Preolímpico 2008: finalizó 8° de 12 equipos.

Jermaine Anderson, Joel Anthony, Rowan Barrett, Ransford Brempong, Samuel Dalembert, Aaron Doornekamp, Carl English, Olu Famutimi, Levon Kendall, Tyler Kepkay, Andy Rautins, David Thomas. Entrenador: Leo Rautins
- Campeonato FIBA Américas 2009: finalizó 4° de 10 equipos.

Jermaine Anderson, Joel Anthony, Ryan Bell, Jermaine Bucknor, Aaron Doornekamp, Carl English, Olu Famutimi, Levon Kendall, Tyler Kepkay, Kyle Landry, Andy Rautins, Jesse Young. Entrenador: Leo Rautins
- Campeonato Mundial 2010: finalizó 22° de 24 equipos.

Jermaine Anderson, Joel Anthony, Ryan Bell, Denham Brown, Jermaine Bucknor, Aaron Doornekamp, Olu Famutimi, Levon Kendall, Kelly Olynyk, Andy Rautins, Robert Sacre, Jevohn Shepherd. Entrenador: Leo Rautins
- Campeonato FIBA Américas 2011: finalizó 6° de 10 equipos.

Jermaine Anderson, Joel Anthony, Denham Brown, Aaron Doornekamp, Carl English, Jeff Ferguson, Cory Joseph, Levon Kendall, Kelly Olynyk, Andy Rautins, Jevohn Shepherd, Jesse Young. Entrenador: Leo Rautins
- Campeonato FIBA Américas 2013: finalizó 6° de 10 equipos.

Jermaine Anderson, Joel Anthony, Junior Cadougan, Aaron Doornekamp, Brady Heslip, Cory Joseph, Devoe Joseph, Levon Kendall, Andrew Nicholson, Andy Rautins, Jevohn Shepherd, Tristan Thompson. Entrenador: Jay Triano
- Juegos Panamericanos 2015: finalizó 2°  de 8 equipos.

Anthony Bennett, Sim Bhullar, Dillon Brooks, Junior Cadougan, Aaron Doornekamp, Melvin Ejim, Carl English, Brady Heslip, Daniel Mullings, Jamal Murray, Andrew Nicholson, Kyle Wiltjer. Entrenador: Jay Triano
- Campeonato FIBA Américas 2015: finalizó 3°  de 10 equipos.

Anthony Bennett, Aaron Doornekamp, Melvin Ejim, Brady Heslip, Cory Joseph, Andrew Nicholson, Kelly Olynyk, Dwight Powell, Robert Sacre, Philip Scrubb, Nik Stauskas, Andrew Wiggins. Entrenador: Jay Triano
- Torneo Preolímpico 2016 (Manila): finalizó 2° de 6 equipos.

Joel Anthony, Anthony Bennett, Khem Birch, Melvin Ejim, Tyler Ennis, Shai Gilgeous-Alexander, Brady Heslip, Cory Joseph, Levon Kendall, Philip Scrubb, Thomas Scrubb, Tristan Thompson. Entrenador: Jay Triano
- Campeonato FIBA Américas 2017: finalizó 8° de 12 equipos.

Richard Amardi, Jermaine Anderson, Joel Anthony, Murphy Burnatowski, Junior Cadougan, Ammanuel Diressa, Grandy Glaze, Olivier Hanlan, Brady Heslip, Andrew Nicholson, Dyshawn Pierre, Xavier Rathan-Mayes. Entrenador: Roy Rana
- Copa Mundial 2019: finalizó 21° de 32 equipos.

Khem Birch, Melvin Ejim, Brady Heslip, Cory Joseph, Kaza Kajami-Keane, Owen Klassen, Conor Morgan, Andrew Nembhard, Kevin Pangos, Phil Scrubb, Thomas Scrubb, Kyle Wiltjer. Entrenador: Nick Nurse
- Torneo Preolímpico 2020 (Victoria): finalizó 3° de 6 equipos.

Nickeil Alexander-Walker, R.J. Barrett, Trae Bell-Haynes, Anthony Bennett, Aaron Doornekamp, Luguentz Dort, Cory Joseph, Trey Lyles, Mychal Mulder, Andrew Nicholson, Dwight Powell, Andrew Wiggins. Entrenador: Nick Nurse
- Campeonato FIBA Américas 2022: finalizó 4° de 12 equipos.

Jahvon Blair, Maurice Calloo, Trae Bell-Haynes, Jaylen Babb-Harrison, Kadre Gray, Devonte Bandoo, Kalif Young, Abu Kigab, Chad Posthumus, Lloyd Pandi, Dalano Banton, Thomas Kennedy. Entrenador: Nate Mitchell
- Copa Mundial 2023: finalizó 3°  de 32 equipos.

Luguentz Dort, Nickeil Alexander-Walker, Shai Gilgeous-Alexander, Melvin Ejim, Dwight Powell, R.J. Barrett, Kyle Alexander, Kelly Olynyk, Zach Edey, Phil Scrubb, Dillon Brooks, Trae Bell-Haynes. Entrenador: Jordi Fernández.

## Historial

### Copa Mundial
Resultado General: 10.º puesto
| Copa Mundial de Baloncesto |
| --- |
| - 1950: No calificó - 1954: 7° Lugar - 1959: 12° Lugar - 1963: 11° Lugar - 1967: No calificó - 1970: 10° Lugar - 1974: 8° Lugar - 1978: 6° Lugar - 1982: 6° Lugar - 1986: 8° Lugar - 1990: 12° Lugar - 1994: 7° Lugar - 1998: 12° Lugar - 2002: 13° Lugar - 2006: No calificó - 2010: 22° Lugar - 2014: No calificó - 2019: 21° Lugar - 2023: - 2027: TBD |

### Juegos Olímpicos
| Baloncesto en los Juegos Olímpicos |
| --- |
| - Berlín 1936: - Londres 1948: 9° Lugar - Helsinki 1952: 9° Lugar - Melbourne 1956: 9° Lugar - Roma 1960: No calificó - Tokio 1964: 14° Lugar - México 1968: No calificó - Múnich 1972: No calificó - Montreal 1976: 4° Lugar - Moscú 1980: No calificó - Los Ángeles 1984: 4° Lugar - Seúl 1988: 6° Lugar - Barcelona 1992: No calificó - Atlanta 1996: No calificó - Sídney 2000: 7° Lugar - Atenas 2004: No calificó - Pekín 2008: No calificó - Londres 2012: No calificó - Río 2016: No calificó - Tokio 2020: No calificó - París 2024: 5° Lugar |

### Campeonato FIBA Américas
| - 1980: - 1984: - 1988: - 1989: 5° Lugar - 1992: 5° Lugar - 1993: 7° Lugar - 1995: 4° Lugar - 1997: 5° Lugar - 1999: - 2001: - 2003: 4° Lugar - 2005: 9° Lugar - 2007: 5° Lugar - 2009: 4° Lugar - 2011: 6° Lugar - 2013: 6° Lugar - 2015: - 2017: 8° Lugar - 2022: 4° Lugar - 2025: ? |

### Juegos Panamericanos
| Juegos Panamericanos | Juegos Panamericanos | Juegos Panamericanos | Juegos Panamericanos | Juegos Panamericanos | Juegos Panamericanos |
| -------------------- | -------------------- | -------------------- | -------------------- | -------------------- | -------------------- |
| - 1951: No calificó  |                      | - 1979: 5° Lugar     |                      | - 2007: 7° Lugar     |                      |
| - 1955: No calificó  |                      | - 1983: 4° Lugar     |                      | - 2011: 6° Lugar     |                      |
| - 1959: 5° Lugar     |                      | - 1987: 5° Lugar     |                      | - 2015:              |                      |
| - 1963: 6° Lugar     |                      | - 1991: 9° Lugar     |                      | - 2019: No calificó  |                      |
| - 1967: 9° Lugar     |                      | - 1995: No calificó  |                      | - 2023: No participó |                      |
| - 1971: 8° Lugar     |                      | - 1999: 5° Lugar     |                      | - 2027: ?            |                      |
| - 1975: 6° Lugar     |                      | - 2003: 7° Lugar     |                      |                      |                      |

## Palmarés
- Copa Mundial de Baloncesto:
  -  Tercer lugar (1): 2023

- Juegos Olímpicos:
  -  Subcampeón (1): 1936

- Campeonato FIBA Américas:
  -  Subcampeón (2): 1980, 1999
  -  Tercer lugar (4): 1984, 1988, 2001, 2015

- Juegos Panamericanos:
  -  Subcampeón (1): 2015